# Antoni Frączkiewicz

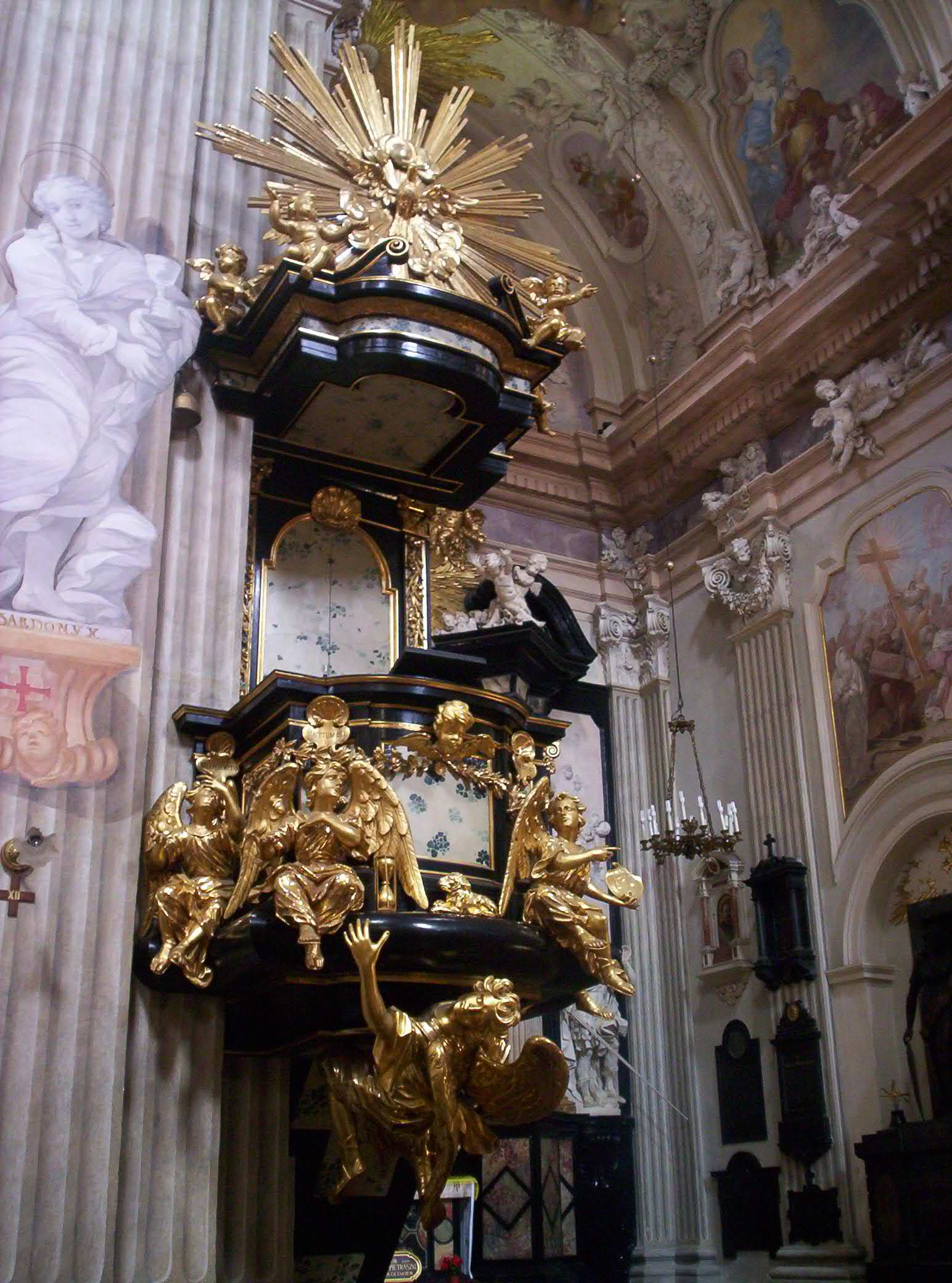
Ambona w kościele św. Anny w Krakowie

Antoni Frączkiewicz (zm. przed 9 czerwca 1741) – polski rzeźbiarz epoki baroku, tworzący w Małopolsce na początku XVIII wieku.
Od 1715 jest notowany w aktach Krakowa. W swej twórczości Frąckiewicz nawiązywał do prac Baltazara Fontany. W testamencie z 31 maja 1741 wymienił swoje rzeźby dla Zawichostu i Tuchowa. 

## Dzieła Frączkiewicza (zachowane)
- wystrój rzeźbiarski kościoła klasztornego ss. norbertanek pw. św. św. Piotra i Pawła w Imbramowicach (w okresie 1716–1722, m.in.: 6 ołtarzy, stalle zakonne, rzeźby),
- ambona, oraz prospekt organowy w kościele św. Anny w Krakowie,
- ołtarz główny kościoła pw. św. św. Jana Chrzciciela oraz Jana Ewangelisty w Krakowie,
- posągi ołtarzy głównych w kościele w Zielonkach oraz niektóre rzeźby w  Tyńcu i Raciborowicach,
- ołtarz główny katedry w Kielcach.